# 穆罕默德·耶尔马兹
穆罕默德·耶尔马兹（土耳其語：Mehmet Yılmaz，1974年4月9日—），土耳其男子举重运动员。他曾代表土耳其参加世界举重锦标赛，获得一枚铜牌。他也曾参加1996年和2000年夏季奥运会。